# ウインレジェンド
ウインレジェンドは、日本の競走馬、インドの種牡馬。主な勝ち鞍は2006年の葵ステークス（オープン）。
近親にウォーニング、コマンダーインチーフ、レインボウクエストなどの名馬がいる良血馬で、2003年に生まれたサンデーサイレンスのラストクロップ（最後の世代）の1頭として期待を集めたが、普段はおとなしいものの競馬になると燃え過ぎてしまう「限度を超えたキツイ気性」のために競走馬としては大成できず重賞未勝利に終わった。引退後、インドに種牡馬として輸出されると「インドのフランケル」の異名を持つサーセシルをはじめ10頭以上のクラシック競走勝ち馬を輩出し、インドスタッドブックに「殿堂入り種牡馬」として顕彰されている。

## 戦績
2003年に一口馬主クラブのウインレーシングクラブから30万円×400口の総額1億2000万円で募集され、同期の募集馬の中でも群を抜いた高額ながら10月の募集開始から2か月後の12月中旬には満口のため募集終了となった。英語の「伝説」を由来とするウインレジェンドと命名され、栗東トレーニングセンターの瀬戸口勉厩舎に入厩した。
2005年10月22日、京都競馬場の2歳新馬戦（芝1400m）で福永祐一騎乗によりデビューし、良血を評価された1番人気に応えて快勝
。 しかし条件競走で人気を裏切る敗北を続け、2006年4月9日、6戦目の500万下でようやく2勝目を挙げた。
中1週の4月23日に出走した3歳オープン・橘ステークス（芝1200m）では1番人気に推されるが14番人気のセレスダイナミックにゴール前で差し切られて2着。次走5月14日の葵ステークス（芝1400m）では川田将雅に乗り替わり、4馬身差で逃げ切る楽勝で圧倒的1番人気に応えた。
夏はCBC賞、セントウルステークスと古馬を相手に1200mの重賞に出走するが2ケタ着順で連敗。セントウルSから中1週でダートに転戦し、長谷川浩大騎乗で9月23日のペルセウスステークス（ダート1200m）に出走するが、ゲートに突進して頭をぶつけ、外傷性左鼻出血を発症。ゲートを出た後コース上でしばらく立ち止まり、馬群が3コーナー手前に差しかかったところでようやく動き出すと血まみれのまま走り続けて完走、前馬から50秒以上離された2:03.5の大差シンガリ負けを記録した。このレースの後は長期休養に入り、2007年2月28日に瀬戸口調教師の定年引退による厩舎解散のため鮫島一歩厩舎に転厩した。
突進事故による左目の失明や脚部不安に苦しんで休養は長引き、5歳になった2008年春には復帰を目指して石川県小松市の小松温泉牧場で調整が進められていたが、4月29日の調教後に左前脚に屈腱炎を発症し、全治1年以上と診断されたため引退が決定された。

## 競走成績
以下の内容はnetkeiba.comの情報に基づく。
| 競走日     | 競馬場 | 競走名      | 格      | 距離（馬場）  | 頭 数 | 枠 番 | 馬 番 | オッズ （人気） | 着順 | タイム （上がり3F） | 着差 | 騎手        | 斤量 [kg] | 1着馬（2着馬）       | 馬体重 [kg] |
| ---------- | ------ | ----------- | ------- | ------------- | ----- | ----- | ----- | --------------- | ---- | ------------------- | ---- | ----------- | --------- | -------------------- | ----------- |
| 2005.10.22 | 京都   | 2歳新馬     |         | 芝1400m（良） | 10    | 8     | 10    | 001.70（1人）   | 01着 | R1:22.5（36.6）     | -0.2 | 0福永祐一   | 55        | （アロットオブラブ） | 482         |
| 0000.11.05 | 京都   | 2歳500万下  |         | 芝1400m（良） | 12    | 6     | 7     | 001.80（1人）   | 02着 | R1:21.7（35.6）     | -0.2 | 0福永祐一   | 55        | エムエスワールド     | 478         |
| 0000.11.20 | 京都   | 2歳500万下  |         | 芝1400m（良） | 8     | 3     | 3     | 002.20（1人）   | 02着 | R1:22.9（35.1）     | -0.2 | 0福永祐一   | 55        | ロジック             | 478         |
| 0000.12.03 | 阪神   | 千両賞      | 500万下 | 芝1400m（良） | 16    | 3     | 5     | 002.80（2人）   | 05着 | R1:23.3（36.5）     | -0.4 | 0福永祐一   | 55        | ゴウゴウキリシマ     | 478         |
| 2006.01.07 | 京都   | 3歳500万下  |         | ダ1800m（良） | 10    | 5     | 5     | 004.80（3人）   | 10着 | R2:00.1（44.0）     | -6.3 | 0福永祐一   | 56        | マルブツリード       | 488         |
| 0000.04.09 | 阪神   | 3歳500万下  |         | 芝1400m（良） | 13    | 8     | 13    | 003.40（2人）   | 01着 | R1:21.9（35.6）     | -0.7 | 0福永祐一   | 56        | （メイショウゲンジ） | 486         |
| 0000.04.23 | 京都   | 橘S         | OP      | 芝1200m（良） | 15    | 4     | 6     | 001.50（1人）   | 02着 | R1:09.3（35.1）     | -0.1 | 0福永祐一   | 56        | セレスダイナミック   | 476         |
| 0000.05.14 | 京都   | 葵S         | OP      | 芝1400m（稍） | 10    | 8     | 10    | 001.40（1人）   | 01着 | R1:23.0（34.4）     | -0.7 | 0川田将雅   | 56        | （コアレスコジーン） | 482         |
| 0000.06.11 | 中京   | CBC賞       | GIII    | 芝1200m（稍） | 17    | 2     | 3     | 009.80（7人）   | 14着 | R1:10.4（36.8）     | -1.4 | 0赤木高太郎 | 51        | シーイズトウショウ   | 492         |
| 0000.09.10 | 中京   | セントウルS | GII     | 芝1200m（稍） | 18    | 8     | 17    | 032.9（12人）   | 10着 | R1:09.7（36.4）     | -1.1 | 0川田将雅   | 55        | シーイズトウショウ   | 484         |
| 0000.09.23 | 中山   | ペルセウスS | OP      | ダ1200m（良） | 11    | 7     | 9     | 019.60（8人）   | 11着 | R2:03.5（53.3）     | 52.6 | 0長谷川浩大 | 53        | ミリオンベル         | 478         |

## 引退後
引退後は、現役中に種牡馬としての可能性に興味を示していたところが数件あったことから、ウインレーシングクラブによって種牡馬入りを目指して交渉が進められ、日本国内で繁殖登録されないまま2008年12月18日にイギリスに輸出された。当時のインターネット掲示板やブログの情報では最終的な行き先はトルコとされていたが、トルコのスタッドブックに種牡馬として輸入された記録がない。その後、移動経緯は不明ながら1年後の2010年からインド・パンジャーブ州のダッシュメッシュスタッド （Dashmesh Stud）で種牡馬として供用開始され、2011年に初年度産駒が誕生した。
2013/2014年シーズンに初年度産駒がデビューし、同シーズンのファーストシーズンサイアーチャンピオンを達成。2015年7月12日、エンジェルダスト（Angel Dust）がダービーバンガロール（Derby Bangalore）を制して産駒によるインド国内G1初勝利を果たした。
ウインレジェンドは競走馬時代は気性の問題もあり短距離のレースを走って距離1400mでのみ勝ち星を挙げたが、母系にクラシックディスタンスに対応できるスタミナを裏付ける血統背景を有しており、インドで多くのクラシック競走勝ち馬を輩出することに成功した。2022年10月30日、ワンスユーゴーブラック（Once You Go Black）がマイソールダービー（Mysore Derby）に勝利し、クラシック競走に勝利した産駒が11頭となった。
産駒の中からインド国内G1を4勝したサーセシル（Sir Cecil）が種牡馬入りしている。

### 主な産駒
すべてインド国内G1勝ち馬。
- 2012年産
  - Angel Dust / エンジェルダスト（ダービーバンガロール（夏）、バンガロールダービー（冬））
- 2013年産
  - Hall of Famer / ホールオブフェイマー（カルカッタダービー、インドダービー）
- 2015年産
  - Sir Cecil / サーセシル（コルツチャンピオンシップS、ダービーバンガロール、マイソールダービー、インド2000ギニー）
  - Punjabi Girl / パンジャビガール（フィリーズチャンピオンシップS）
- 2019年産
  - Once You Go Black / ワンスユーゴーブラック（マイソールダービー）
- 2020年産
  - Ramiel / ラミエル（ステイヤーズカップ）

### 母の父としての産駒
- 2018年産
  - A Star is Born / アスターイズボーン（父Roderic O'Connor、インド2000ギニー、インディアンチャンピオンカップ2回、スーパーマイルカップ）

## 血統表
| ウインレジェンドの血統             | ウインレジェンドの血統                               | ウインレジェンドの血統                               | （血統表の出典）                                     | （血統表の出典） |
| 父系                               | ヘイロー系                                           | ヘイロー系                                           | ヘイロー系                                           | [ § 2 ]          |
| 父 *サンデーサイレンス 1986 青鹿毛 | 父の父Halo 1969 黒鹿毛                               | Hail to Reason                                       | Turn-to                                              | Turn-to          |
| 父 *サンデーサイレンス 1986 青鹿毛 | 父の父Halo 1969 黒鹿毛                               | Hail to Reason                                       | Nothirdchance                                        |                  |
| 父 *サンデーサイレンス 1986 青鹿毛 | 父の父Halo 1969 黒鹿毛                               | Cosmah                                               | Cosmic Bomb                                          | Cosmic Bomb      |
| 父 *サンデーサイレンス 1986 青鹿毛 | 父の父Halo 1969 黒鹿毛                               | Cosmah                                               | Almahmoud                                            |                  |
| 父 *サンデーサイレンス 1986 青鹿毛 | 父の母Wishing Well 1975 鹿毛                         | Understanding                                        | Promised Land                                        | Promised Land    |
| 父 *サンデーサイレンス 1986 青鹿毛 | 父の母Wishing Well 1975 鹿毛                         | Understanding                                        | Pretty Ways                                          |                  |
| 父 *サンデーサイレンス 1986 青鹿毛 | 父の母Wishing Well 1975 鹿毛                         | Mountain Flower                                      | Montparnasse                                         | Montparnasse     |
| 父 *サンデーサイレンス 1986 青鹿毛 | 父の母Wishing Well 1975 鹿毛                         | Mountain Flower                                      | Edelweiss                                            |                  |
| 母 *シンコウノビー 1995 栗毛       | 母の父Nashwan 1986 栗毛                              | Blushing Groom                                       | Red God                                              | Red God          |
| 母 *シンコウノビー 1995 栗毛       | 母の父Nashwan 1986 栗毛                              | Blushing Groom                                       | Runaway Bride                                        |                  |
| 母 *シンコウノビー 1995 栗毛       | 母の父Nashwan 1986 栗毛                              | Height of Fashion                                    | Bustino                                              | Bustino          |
| 母 *シンコウノビー 1995 栗毛       | 母の父Nashwan 1986 栗毛                              | Height of Fashion                                    | Highclere                                            |                  |
| 母 *シンコウノビー 1995 栗毛       | 母の母Christabelle 1983 栗毛                         | Northern Dancer                                      | Nearctic                                             | Nearctic         |
| 母 *シンコウノビー 1995 栗毛       | 母の母Christabelle 1983 栗毛                         | Northern Dancer                                      | Natalma                                              |                  |
| 母 *シンコウノビー 1995 栗毛       | 母の母Christabelle 1983 栗毛                         | Where You Lead                                       | Raise a Native                                       | Raise a Native   |
| 母 *シンコウノビー 1995 栗毛       | 母の母Christabelle 1983 栗毛                         | Where You Lead                                       | Noblesse                                             |                  |
| 母系(F-No.)                        | シンコウノビー（USA）系(FN:14-f)                     | シンコウノビー（USA）系(FN:14-f)                     | シンコウノビー（USA）系(FN:14-f)                     | [ § 3 ]          |
| 5代内の近親交配                    | Almahmoud 4×5=9.38%、Native Dancer 5･5（母内）=6.25% | Almahmoud 4×5=9.38%、Native Dancer 5･5（母内）=6.25% | Almahmoud 4×5=9.38%、Native Dancer 5･5（母内）=6.25% | [ § 4 ]          |
| 出典                               | 1. 2. 3. 4.                                          | 1. 2. 3. 4.                                          | 1. 2. 3. 4.                                          | 1. 2. 3. 4.      |

- 母シンコウノビーはファンタジーS2着。
- 甥にカペラS、クラスターカップ、コリアスプリントの勝ち馬リメイク。
- 近親に*ウォーニング、*コマンダーインチーフ、Rainbow Quest。